# Sándwich Qbano
Sándwich Qbano es una cadena de restaurantes colombiana de comida rápida especializada en la elaboración de sándwich submarino planchado, sándwiches con carne desmechada y proteínas magras, bowls, hamburgesas, wraps, ensaladas, limonadas naturales y línea veggie. Se diferencian en el sector por sus recetas frescas, preparadas en el momento en que se piden, innovaciones en nuevos sabores cada cuatro meses y la emblemática salsa Qbano, patrimonio del sabor colombiano que acompaña todos sus productos.
Cuenta con más de 225 establecimientos en Colombia, 2 en Miami Estados Unidos y 3 en Panamá. Su sede principal se encuentra en la ciudad de Cali, Colombia

## Historia
Sándwich Qbano es una empresa Colombiana con más de 40 años en el mercado, experta en la preparación de sándwiches con recetas innovadoras, ingredientes frescos y de calidad.
Hacia el año 1979, un cubano radicado en la ciudad de Santiago de Cali, Colombia, estableció un pequeño negocio en el garaje de una casa tradicional de la avenida sexta con calle 28 de esta ciudad. Éste consistía en cuatro (4) mesas en el exterior del establecimiento, una barra interior y una zona de preparación de Sándwich, un congelador y un viejo equipo reproductor de cintas, el cual ambientaba con música el local.
Al cubano no le interesaba mucho este tipo de negocio y comenzó a incursionar en otros negocios muy diferentes, por esta razón, decidió venderlo después de seis (6) meses de haberlo abierto. Así fue como un par de jóvenes amigos decidieron comprarlo por una suma de dinero. El negocio consistió en $30.000 pesos colombianos (US $1.200 de la época) y una moto casi nueva, que uno de ellos había conseguido con mucho sacrificio; además, y se quedaron con todos los pasivos del negocio que el cubano no había podido cubrir.
Así comenzó esta aventura, la cual tenían que complementar con su trabajo en una farmacia, a la que ingresaron siendo aún unos niños (13 años).
Posteriormente, comenzaron a vincular al negocio hermanos de cada uno de ellos, a los cuales les ayudaban sin egoísmo, a que fueran dueños de su propio negocio. Así fue como empíricamente, comenzaron a crear lo que es el concepto de FRANQUICIAS, donde cada persona es dueña de su negocio, vela y lucha por él, bajo el concepto de estandarización de procesos y el manejo de una filosofía común y clara. Así vincularon a casi toda la familia, hasta que en 1994 decidieron cambiar de una organización familiar a una empresarial.
Poco a poco fueron aprendiendo y perfeccionando la idea de FRANQUICIAS EL SANDWICH CUBANO, hasta que en el año 1998 se sintieron lo suficientemente maduros como para otorgar la primera Franquicia en la ciudad de Barranquilla, Colombia. Así fueron creciendo hasta llegar a lo que son actualmente, una cadena nacional con más de 225 puntos de venta, 3 en Ciudad de Panamá y 2 en Miami, 93 Franquiciados generando 1.500 empleos directos y más de 2.000 indirectos..

## Producción
Los sándwiches son su principal core de negocio producto destacándose desde sus inicios el Sándwich Especial, se venden en tamaño personal y grande y se pueden añadir complementos (en combo), habitualmente los clientes los piden el combo que incluyen bebida, papas y salsa Qbano, que según la misma compañía ha sido uno de sus pilares de éxito. La receta de la Salsa Qbano fue creada hace más de 40años, por la madre de uno de los fundadores, no tiene preservantes ni colorantes, su elaboración artesanal destaca su gran sabor que es representativo de la marca y la gran favorita de los clientes. 
La marca puso a la venta al público desde el 2023 su salsa Qbano, uno de los baluartes de la marca. La salsa Qbano logró importantes ventas, alcanzando una cifra de 950 millones de pesos en ventas en los últimos dos años; asimismo, ha registrado una producción de más de 1.500 toneladas. Las ciudades que más compraron esta edición especial fueron Bogotá y Medellín. El producto está disponible por temporadas en los más de 200 puntos de venta a nivel nacional, sin embargo, se vende durante todo el año en el Aeropuerto Internacional el Dorado.